# Orchard Hill
Orchard Hill és una població dels Estats Units a l'estat de Geòrgia. Segons el cens del 2000 tenia 230 habitants.

## Demografia
Segons el cens del 2000, Orchard Hill tenia 230 habitants, 89 habitatges, i 70 famílies. La densitat de població era de 246,7 habitants/km².
Dels 89 habitatges en un 37,1% hi vivien nens de menys de 18 anys, en un 59,6% hi vivien parelles casades, en un 14,6% dones solteres, i en un 21,3% no eren unitats familiars. En el 16,9% dels habitatges hi vivien persones soles el 4,5% de les quals corresponia a persones de 65 anys o més que vivien soles. El nombre mitjà de persones vivint en cada habitatge era de 2,58 i el nombre mitjà de persones que vivien en cada família era de 2,91.
Per edats la població es repartia de la següent manera: un 25,7% tenia menys de 18 anys, un 14,8% entre 18 i 24, un 24,3% entre 25 i 44, un 28,7% de 45 a 60 i un 6,5% 65 anys o més.
L'edat mediana era de 33 anys. Per cada 100 dones de 18 o més anys hi havia 83,9 homes.
La renda mediana per habitatge era de 31.429 $ i la renda mediana per família de 37.500 $. Els homes tenien una renda mediana de 30.481 $ mentre que les dones 17.500 $. La renda per capita de la població era de 14.215 $. Entorn del 7,1% de les famílies i el 9% de la població estaven per davall del llindar de pobresa.

## Poblacions més properes
El següent diagrama mostra les poblacions més properes.